# Helmut Heinhold
Helmut Heinhold (1 de julio de 1927-7 de noviembre de 2008) fue un deportista alemán que compitió en remo.
Participó en los Juegos Olímpicos de Helsinki 1952, obteniendo una medalla de plata en la prueba de dos con timonel. Ganó una medalla de plata en el Campeonato Europeo de Remo de 1953.

## Palmarés internacional
| Representando a Alemania |                        |                  |                 |
| Juegos Olímpicos         |                        |                  |                 |
| Año                      | Lugar                  | Medalla          | Prueba          |
| 1952                     | Helsinki (Finlandia)   | Medalla de plata | Dos con timonel |
| Representando a la RFA   |                        |                  |                 |
| Campeonato Europeo       |                        |                  |                 |
| Año                      | Lugar                  | Medalla          | Prueba          |
| 1953                     | Copenhague (Dinamarca) | Medalla de plata | Dos con timonel |